# Place du Leader (Tunis)
La place du Leader ou Maâkal Az-Zaïm (arabe : ساحة معقل الزعيم) est une place de Tunis.

## Origine du nom
Elle rend hommage au leader nationaliste et premier président Habib Bourguiba qui habitait une maison située sur cette place.

## Historique
Initialement elle portait le nom de « Place des Moutons » en raison qu'on y vendait du bétail, elle a pris son nom actuel après l'indépendance.

## Bâtiments remarquables et lieux de mémoire
On y trouve 
- la mosquée El Hawa ;
- l'université Zitouna ;
- le mausolée Sidi Kacem El Jellizi, siège du musée de la porcelaine.

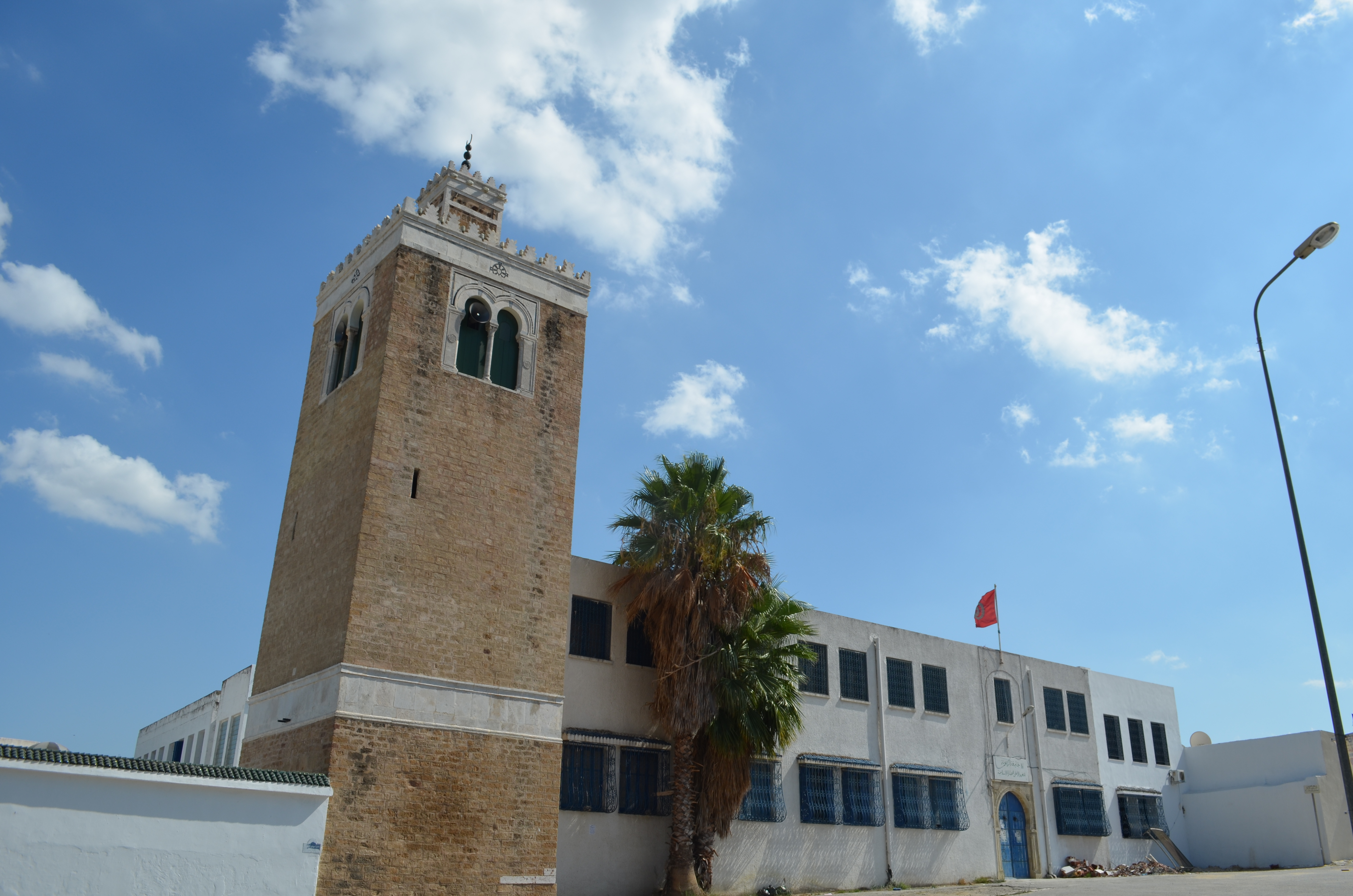
Mosquée El Hawa.
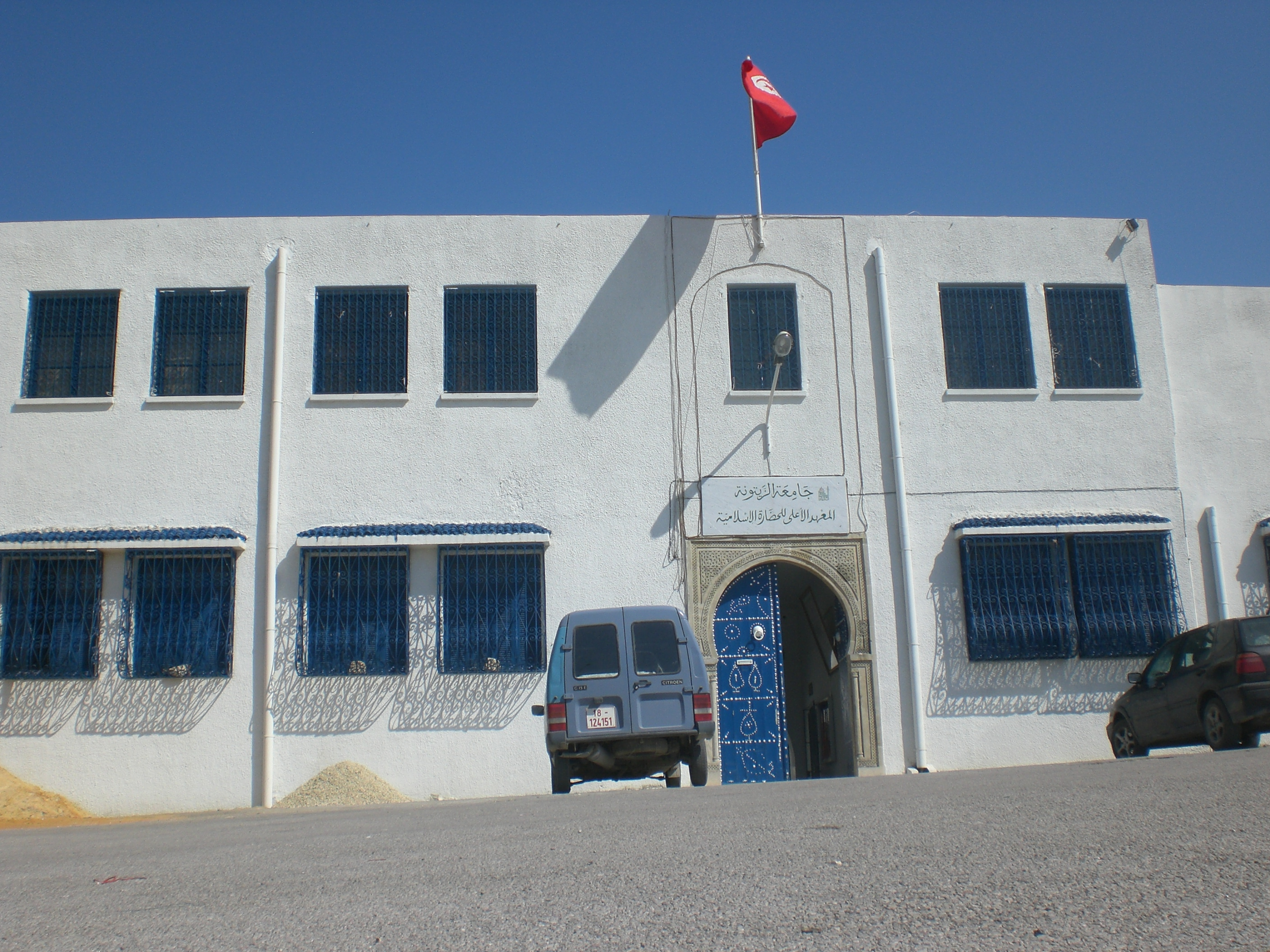
Institut supérieur de la civilisation islamique de l'université Zitouna.
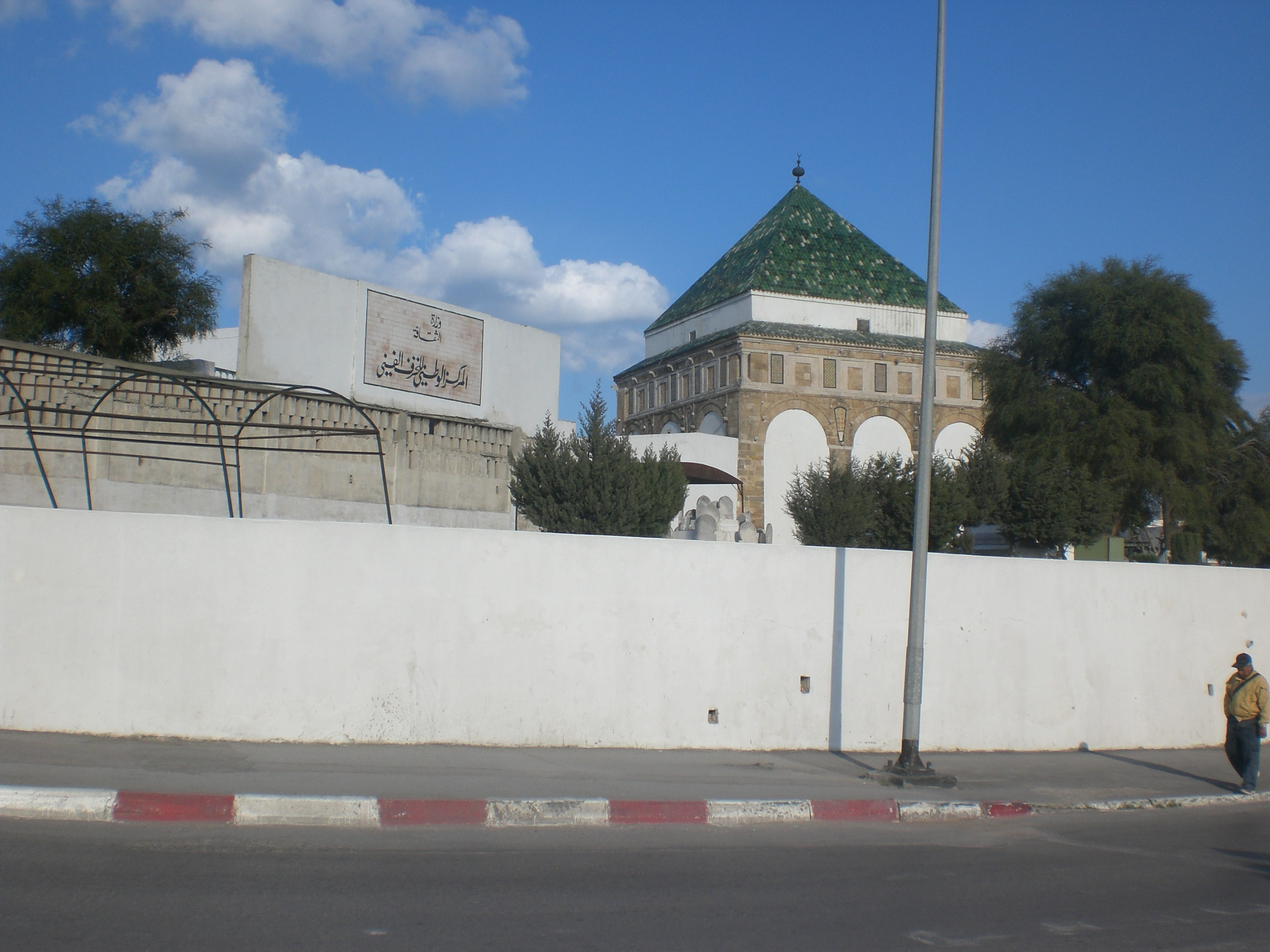
Vue du mausolée Sidi Kacem El Jellizi.